# Johann Ignaz Ludwig Fischer
Johann Ignaz Ludwig Fischer, noto anche più semplicemente come Ludwig Fischer (Magonza, 1745 – Berlino, 10 luglio 1825), è stato un basso tedesco, uno dei più celebri del suo tempo.

## Biografia
Ludwig Fischer nacque a Magonza il 18 o 19 agosto 1745. Iniziò a studiare musica non come cantante ma come violinista e violoncellista. La sua voce venne notata nelle esibizioni nel coro della chiesa e nelle produzioni studentesche di operette, ed egli iniziò seriamente gli studi di canto, fino a divenire cantante soprannumerario della corte del principe vescovo di Magonza. A partire dal 1770 studiò presso il tenore Anton Raaff a Mannheim, dove aveva fatto il suo debutto sul palcoscenico nel 1767.
Nel 1772 venne nominato virtuoso da camera della corte di Mannheim, e il Principe elettore Carlo Teodoro gli diede una borsa di studio per permettergli di proseguire il suo perfezionamento con Raaff. Nel 1775 divenne insegnante di canto nel Seminarium Musicum di Mannheim e nel 1778 era il più pagato fra i cantanti di corte.
Nel 1778, il principe Carlo Teodoro divenne Elettore di Baviera e trasferì la sua corte, compresi i musicisti, a Monaco.
A Monaco, Fischer sposò, il 6 ottobre 1779, la cantante Barbara Strasser (nata nel 1758 a Mannheim), che cantò con lui a Vienna e ricevette una pensione nel 1798. I figli nati dal loro matrimonio divennero tutti distinti musicisti: Joseph Fischer (Vienna, 1780 - Mannheim, 1862), Josepha Fischer-Vernier (1782 - Mannheim, 1854) e Wilhelmine (nata nel 1785).
Nel 1779, Fischer cantò presso il Nationaltheater (l'attuale Burgtheater) di Vienna, dove rimase per tre anni, cantando in circa 20 ruoli diversi. Nel 1783 cantò con grande successo a Parigi, nel 1784 nelle principali città italiane (di cui giova ricordare soprattutto le recite a Venezia nell'Ademira di Andrea Luchesi, nel ruolo di Alarico, e dove cantò anche la moglie in quello della protagonista) e, dal 1785, cantò alla corte del principe Thurn und Taxis a Ratisbona e nel 1789 accettò un ingaggio permanente, ottenuto attraverso l'intercessione di Johann Friedrich Reichardt, all'Opera Italiana di Berlino, dove lavorò fino al suo pensionamento nel 1815. Saltuariamente cantò anche in altre città, come Vienna (1787, 1798) e Londra (1794, 1798, 1812).

## Ruoli
Oggi, Fischer è ricordato principalmente per essere stato il primo Osmino in Die Entführung aus dem Serail di Wolfgang Amadeus Mozart nella prima del 16 luglio 1782, una parte che il compositore scrisse appositamente per lui, negli anni viennesi della sua carriera. L'anno precedente, Antonio Salieri sfruttò la sua notevole estensione vocale per comporre la sua opera comica Der Rauchfangkehrer, scrivendo per lui il ruolo di Herr von Bär. Altri ruoli furono quello di Axur nell'Axur, Re d'Ormus, sempre di Salieri, Osroes in Semiramis e Brenno nell'opera eponima di Johann Friedrich Reichardt.

## Composizioni
Fischer fu anche compositore egli stesso, ma la maggior parte della sua produzione non ci è pervenuta. Nel 1802 compose il popolare Trinklied (letteralmente, "canzone della bevuta") "Im tiefen Keller sitz' ich hier", che presenta un'estensione di due ottave, piuttosto inconsueta per una canzone popolare.

## Fischer e Mozart
Fischer e Mozart erano buoni amici: quando il cantante entrò in contrasto con l'intendente teatrale imperiale, il conte Rosenberg-Orsini, e decise di lasciare Vienna, Mozart scrisse per lui una lettera di raccomandazione per aiutarlo a proseguire la sua carriera a Parigi. Nel 1787, quando Fischer tornò a Vienna in visita, Mozart compose per lui il recitativo e aria per basso "Alcandro, lo confesso" K 512, che egli cantò in un concerto al Kärntnertortheater il 21 marzo. Mozart compose forse anche un altro lavoro per Fischer, il recitativo e aria "Così dunque tradisci" (K 432/421a). Poco dopo, il 1º aprile, Fischer scrisse una poesia di 16 versi sull'amicizia nell'album di Mozart.
Il 28 febbraio 1796 Fischer partecipò a un concerto in memoria di Mozart organizzato dalla sua vedova, Constanze Weber, dove cantò brani dall'opera La clemenza di Tito.

## Critica
Un critico del "Deutsches Museum" di Lipsia, scrivendo nel 1781, definì Fischer "il maggior basso in Germania e, dopo Günther, quello che recita meglio". Secondo il Grove Dictionary, questa opinione era comunemente accettata: "Ai suoi tempi Fischer era considerato il miglior basso serio tedesco". Reichardt diceva della sua voce che possedeva "la profondità di un violoncello e l'altezza naturale di un tenore". Mozart apprezzava a tal punto l'arte di Fischer che aggiunse un'importante aria al primo atto di Die Entführung, "Solche hergelauf'ne Laffen", spiegando a suo padre Leopold in una lettera datata 26 settembre 1781 che "si deve fare buon uso di un tale uomo", aggiungendo che la nuova aria avrebbe dato occasione alle "belle note gravi" di Fischer di brillare".